# 湯揚げ
湯揚げ（ゆあげ）は、水揚げの方法の一つ。
生け花や、生花を扱う業種で、切花が長持ちするようにする処理方法の一つで、菊科植物に向く。

## 水揚げの技法としての湯揚げ
茎に気泡が入り、水が上がりにくくなった植物が水を吸いやすくするようにする時に使う方法。
新聞紙等で植物を包み、水蒸気があたらないようにし、80℃以上の熱湯に切り口を浸した後、1分ほど煮る。湯揚げをしたら、すぐに冷水に浸して冷ます。
茎の中の水の体積を膨張させ、内部の気泡を植物の体外に押し出すことで水揚げがよくなる。